# Джек (округ, Техас)
Шаблон:StateAbbr_ 33°14′ пн. ш. 98°11′ зх. д. / 33.24° пн. ш. 98.18° зх. д.
Округ Джек (англ. Jack County) — округ (графство) у штаті Техас, США. Ідентифікатор округу 48237.

## Історія
Округ утворений 1857 року.

## Демографія
За даними перепису 2000 року загальне населення округу становило 8763 осіб, зокрема міського населення було 4226, а сільського — 4537. Серед мешканців округу чоловіків було 4787, а жінок — 3976. В окрузі було 3047 домогосподарств, 2228 родин, які мешкали в 3668 будинках. Середній розмір родини становив 2,99.
Віковий розподіл населення поданий у таблиці:
| Стать    | До 15 років | 15-21 | 22-29 | 30-39 | 40-49 | 50-65 | 65-85 | Понад 85 |
| -------- | ----------- | ----- | ----- | ----- | ----- | ----- | ----- | -------- |
| Чоловіки | 841         | 584   | 578   | 813   | 745   | 655   | 517   | 54       |
| Жінки    | 839         | 334   | 299   | 530   | 540   | 675   | 642   | 117      |

## Суміжні округи
- Клей — північ
- Монтаг'ю — північний схід
- Вайз — схід
- Паркер — південний схід
- Пало-Пінто — південь
- Янг — захід
- Арчер — північний захід

## Виноски
1. ↑  U.S. Decennial Census. United States Census Bureau. Архів оригіналу за 26 квітня 2015. Процитовано 2 травня 2015.
2. ↑  Texas Almanac: Population History of Counties from 1850–2010 (PDF). Texas Almanac. Архів оригіналу (PDF) за 26 лютого 2015. Процитовано 2 травня 2015.
3. ↑  State & County QuickFacts. United States Census Bureau. Архів оригіналу за 18 жовтня 2011. Процитовано 18 грудня 2013.(англ.) Наведено за англійською вікіпедією.
4. ↑  American FactFinder. Бюро перепису населення США. Архів оригіналу за 21 травня 2008. Процитовано 31 січня 2008.

| США | Це незавершена стаття з географії США. Ви можете допомогти проєкту, виправивши або дописавши її. |